# Urka
Urka (ros. урка) – „zawodowy” przestępca kryminalny, recydywista w gułagu. Urka wytworzyła własną subkulturę więzienną oraz własny sposób porozumiewania się – specyficzną grypserę.
Grupa urków została opisana przez Gustawa Herlinga-Grudzińskiego w powieści Inny świat.